# Logan (Contea di Blair, Pennsylvania)
Logan  è una township degli Stati Uniti d'America, nella contea di Blair nello Stato della Pennsylvania. Secondo il censimento del 2000 la popolazione è di 11.925 abitanti.

## Società

### Evoluzione demografica
La composizione etnica vede una maggioranza di quella bianca (98,42%), seguita dagli afroamericani (0,59%) dati del 2000.
| township di Logan Popolazione |        |
| 2000                          | 11.925 |
| Stima al 2009                 | 12.247 |